# Нурше (комуна)
Комуна Нурше (швед. Norsjö kommun) — адміністративно-територіальна одиниця місцевого самоврядування, що розташована в лені Вестерботтен у північній Швеції.
Нурше 52-а за величиною території комуна Швеції. Адміністративний центр комуни — місто Нурше.

## Населення
Населення становить 4 165 чоловік (станом на вересень 2012 року). 
| Кількість населення комуни Нурше за 1970-2010 роки | Кількість населення комуни Нурше за 1970-2010 роки | Кількість населення комуни Нурше за 1970-2010 роки | Кількість населення комуни Нурше за 1970-2010 роки | Кількість населення комуни Нурше за 1970-2010 роки |
| -------------------------------------------------- | -------------------------------------------------- | -------------------------------------------------- | -------------------------------------------------- | -------------------------------------------------- |
| Рік                                                |                                                    |                                                    | Населення                                          |                                                    |
| 1970                                               | 1970                                               |                                                    | 6 207                                              | 6 207                                              |
| 1975                                               | 1975                                               |                                                    | 5 830                                              | 5 830                                              |
| 1980                                               | 1980                                               |                                                    | 5 719                                              | 5 719                                              |
| 1985                                               | 1985                                               |                                                    | 5 445                                              | 5 445                                              |
| 1990                                               | 1990                                               |                                                    | 5 371                                              | 5 371                                              |
| 1995                                               | 1995                                               |                                                    | 5 120                                              | 5 120                                              |
| 2000                                               | 2000                                               |                                                    | 4 689                                              | 4 689                                              |
| 2005                                               | 2005                                               |                                                    | 4 466                                              | 4 466                                              |
| 2010                                               | 2010                                               |                                                    | 4 304                                              | 4 304                                              |
| Джерело: SCB                                       |                                                    |                                                    |                                                    |                                                    |

## Населені пункти
Комуні підпорядковано 2 міські поселення (tätort) та низка сільських, більші з яких:
- Нурше (Norsjö)
- Бастутреск (Bastuträsk)
- Кварносен (Kvarnåsen)
- Б'юртреск (Bjurträsk)
- Нуршеваллен (Norsjövallen)
- Сванселе (Svansele)

## Галерея

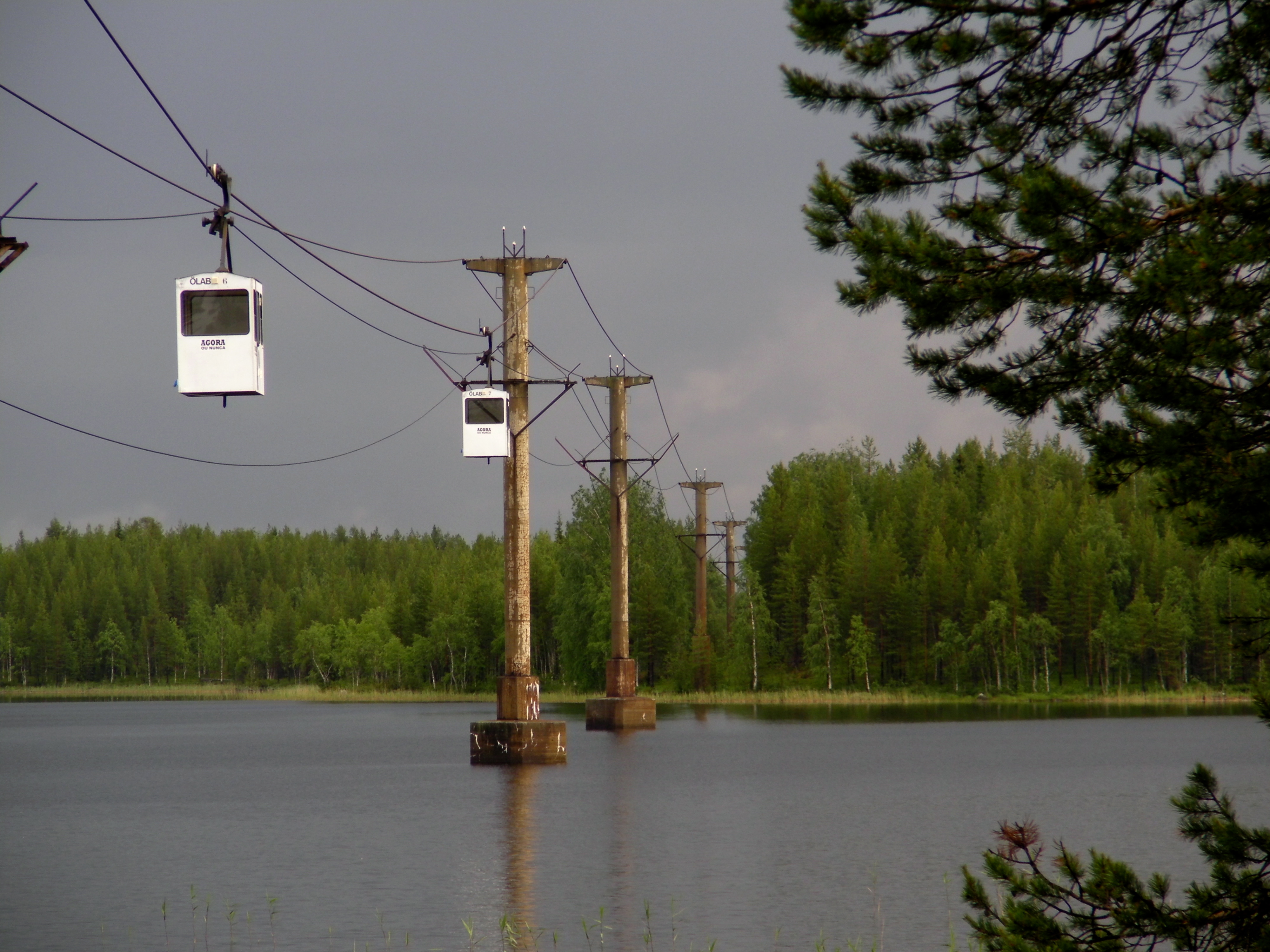
Канатна траса через озеро Ментреск
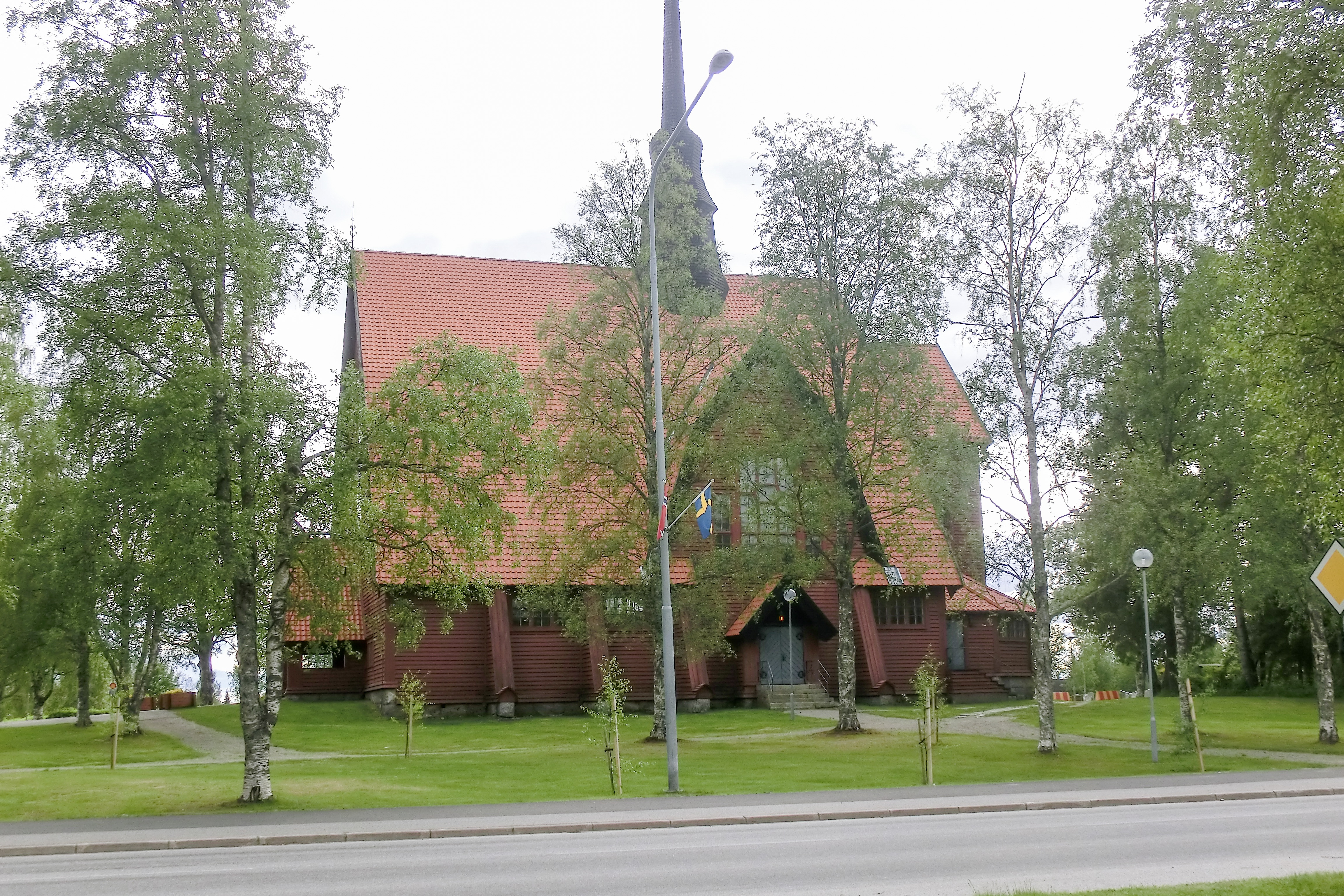
Церква (Нурше)
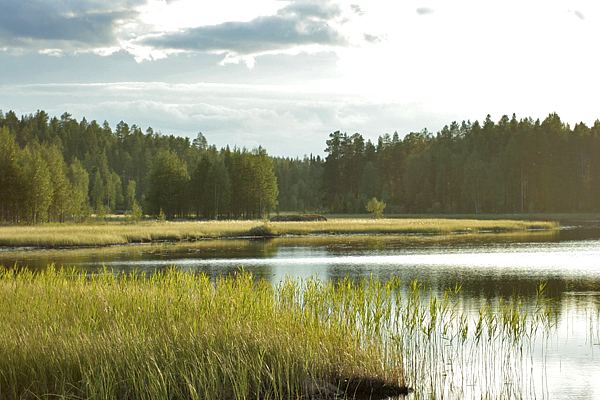
Озеро Лілля-Раггшен
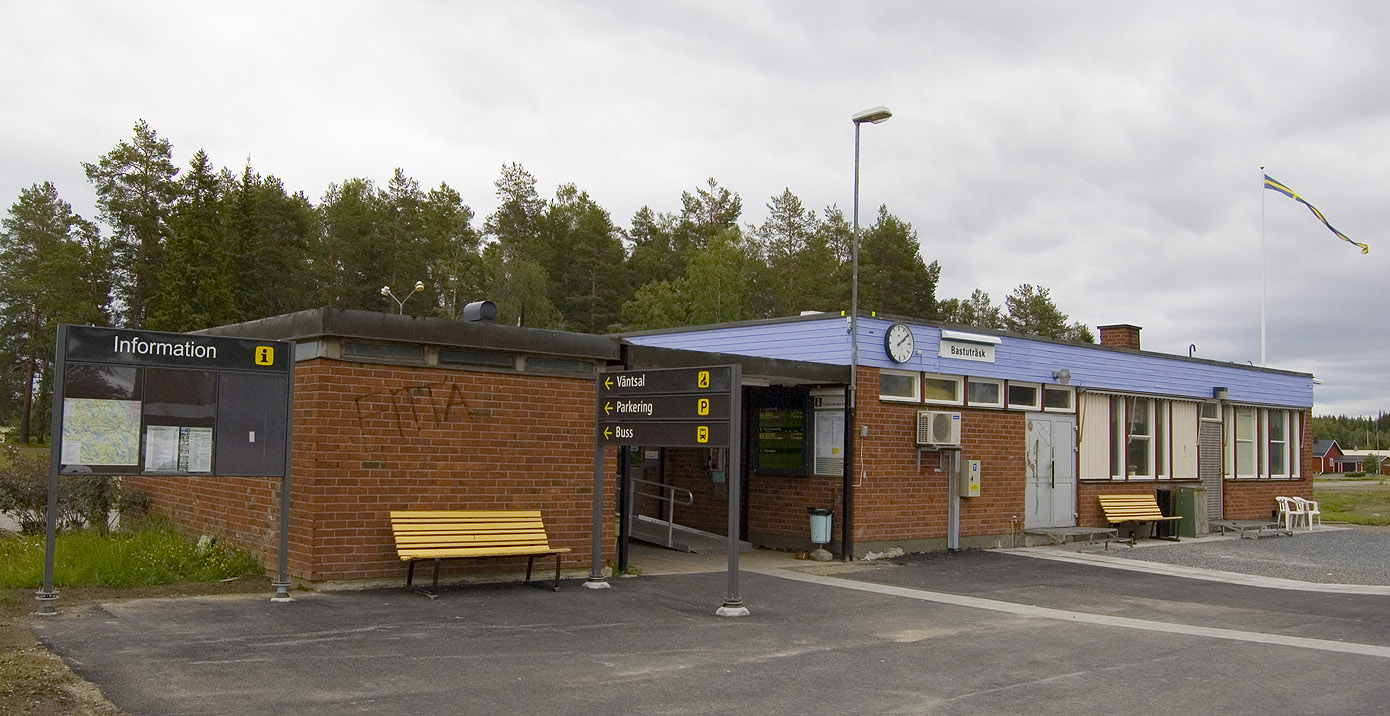
Станція Бастутреск

## Виноски
1. 1 2  https://www.sverigesradio.se/artikel/299544
2. ↑  https://www.sverigesradio.se/artikel/145245
3. ↑  https://www.norran.se/nyheter/norsjo/artikel/centerpartiet-staller-inte-upp-i-valet-i-norsjo-vi-har-inte-tillrackligt-med-personer-som-har-tid-och-ork-att-engagera-sig/l6n8gy8r
4. ↑  Folkmangd i riket, lan och kommuner (шв.) . Центральне бюро статистики Швеції. Архів оригіналу за 20 серпня 2013. Процитовано 12 лютого 2013.